# Lehe, Emsland
Lehe là một đô thị thuộc huyện Emsland, trong bang Niedersachsen, Đức. Đô thị này có diện tích 17,87 km².